# 펍피어
펍피어(PubPeer)는 사용자가 출판 후 과학 연구, 즉 출판 후 동료 평가를 논의하고 검토할 수 있는 웹사이트이다.
이 사이트는 여러 유명 논문의 단점을 강조하여 내부 고발 플랫폼 역할을 했으며, 리트랙션 워치(Retraction Watch)가 지적한 바와 같이 어떤 경우에는 논문 철회 및 연구부정행위로 이어졌다. 대부분의 플랫폼과 달리 익명의 게시 후 댓글을 허용하는데, 이는 성공의 주요 요인인 논란의 여지가 있는 기능이다. 결과적으로 펍피어 사용자 중 일부는 명예 훼손 혐의로 기소되었다. 이에 따라 웹사이트는 2016년부터 해설자들에게 공개적으로 확인할 수 있는 사실만 사용하라고 지시했다.

## 같이 보기
- 저널 클럽